# Dobrádi Zsolt
Dobrádi Zsolt (Budapest, 1991. április 23. –) agyhártyagyulladás miatt visszavonult amatőr ökölvívó. Négyszeres magyar bajnok, olimpiai kerettag, sportvezető.

## Élete
Dobrádi Zsolt kétszeres felnőtt és kétszeres ifjúsági Magyar Bajnok ökölvívó. 
2012 márciusában a trabzoni olimpiai kvalifikációs verseny előtt, a tatai edzőtáborban kapott C típusú agyhártyagyulladást az akkor még csak 21 éves érdi bokszoló. A magyar válogatott 52 kilós versenyzője napokkal korábban influenzaszerű tünetekre panaszkodott, majd 29-én, csütörtökön hajnalban epilepsziás rohamot követően az edzőtáborból először a tatabányai kórházba, ezt követően pénteken a budapesti Szent László Kórházba szállították. Az agyhártyagyulladás miatt időközben vérmérgezést is kapott, de a megfelelő antibiotikumoknak köszönhetően ezt a betegséget is sikeresen legyőzte. Egyhetes mélyaltatás után felgyógyult, ám a teljes felépülés ellenére az orvosok mégsem adták meg neki újra a versenyzési engedélyt, így a tehetséges ökölvívónak korán abba kellett hagynia az élsportot. Betegsége után a Testnevelési Egyetemen először Sportszervező Bsc, majd Felsőfokú Ökölvívó Szakedző, ezt követően pedig a Testnevelési Egyetem és a Budapesti Corvinus Egyetem közös képzésén Sportmenedzser MSc diplomát szerzett. 2009-ben testvérével, a szintén ökölvívó Dobrádi Csillával megalapították az Érdi Box Klubot.

## Sportpályafutása

### Amatőr ökölvívóként
- Felnőtt magyar bajnok (2009; 2011)[4]

- Ifjúsági magyar bajnok (2008; 2009)

- Ifjúsági Eb 5. (2009)

- Felnőtt vb résztvevő (2011)

- Olimpiai válogatott kerettag

### Edzőként
Először Sportedző (ökölvívás) OKJ, majd Felsőfokú Ökölvívó Szakedző képesítést szerzett. 2009-ben saját klubot alapított (Érdi Box Klub).  

### Sportvezetőként
2013 és 2016 között a Magyar Olimpiai Bizottság utánpótlás vezetője, majd 2017 - 2019-ig az Emberi Erőforrások Minisztériuma szövetségi koordinátora (Ökölvívás). 2017-től a Magyar Ökölvívó Szakszövetség szakmai menedzsere, majd igazgatója. 

### Díjai, elismerései
- Papp László-díj (2010)[6]

- Jó tanuló, jó sportoló (2009)